# 陆修静
陸修靜（406年—477年3月2日），字元德，吳興東遷縣人:31，南北朝時道士，先後隱居於雲夢山、廬山等地，為劉宋皇帝召見和供養，講經說法，使道教盛極一時。謚號簡寂先生。他編纂道經目錄《三洞經書目錄》及《靈寶經目》，判別當世靈寶經的真偽，訂立道經三分的「三洞」架構，是為道教史上最古的道經目錄。他苦心研究道教科儀，根據靈寶經內容編訂道教的齋儀與傳授儀，確立靈寶籙的授籙制度，程序次第皆有所本，成為後世道教科儀的典範。他又嘗試改革當時腐敗的天師道制度，加強天師道的組織與道民的連繫。陸修靜與唐代道士張萬福、杜光庭並稱為「科教三師」，宋代獲追封為丹元真人，並受茅山宗尊為第七代宗師。至今道士仍宣稱他們所修建的齋儀源出自陸修靜。

## 生平
陸修靜據稱乃東吳陸凱的後人，曾娶妻及出仕，但心懷仙道，學習辟穀，跟妻子分床而睡，後來遺棄妻子兒女，辭去官職，專心求道，先到雲夢山隱居:31，並到遠方拜訪異人，自云得遇仙真，獲授經訣，乃隱居於荊山修行。據云他曾到衡山、九嶷山、峨嵋山尋訪仙人遺蹟，名譽日隆。劉宋元嘉（424-453）末年，陸修靜到京師建康買藥，獲宋文帝召見，在宋文帝前講道說法，太后王氏禮敬他為師。453年，劉劭作亂，宋文帝被殺，陸修靜遂離開建康，到廬山東南瀑布巖下建立道館棲隱。467年，陸修靜獲宋明帝詔請入京，起初再三推辭，但見宋明帝志在必得，遂答應出都，暫居於山陽王劉休祐的精舍:32。
尚書令袁粲在佛寺設大會，廣邀四方名士出席，陸修靜在座上與人議論，解難辯道，令與會眾人悅服。宋明帝隨即在延賢館召開大會，御駕親臨，陸修靜頭戴鹿巾，以示隱士身份，席上解答皇帝與王公的疑問，令人心悅誠服。宋明帝乃在城北天印山建立崇虛館，讓陸修靜入住。從此陸修靜開講道家妙理，聲名大著，道教盛極一時。陸修靜並獲賜東晉時楊羲、許翽真人所寫的上清經傳，能集三洞經書於一身。471年，宋明帝患病，陸修靜率弟子修塗炭齋，為國祈福，據云期間有黃氣從天而降，是為祥瑞，宋明帝亦旋即病癒:33。同年陸修靜上呈《三洞經書目錄》。477年，陸修靜卒於崇虛館，年71，還葬於廬山，謚號簡寂先生，廬山故居奉詔名為簡寂觀:34。
陸修靜著作甚多，現存於《道藏》的有六種：《太上洞玄靈寶眾簡文》、《洞玄靈寶五感文》、《陸先生道門科略》、《太上洞玄靈寶授度儀》、《洞玄靈寶齋說光燭戒罰燈祝願儀》、《太上洞玄靈寶法燭經》:35:182。弟子中以孫遊嶽和李果之最為著名:25。

## 道教

### 經書與符籙
陸修靜編纂道教史上最古的道經目錄，編成《三洞經書目錄》呈獻朝廷，著錄經書並符圖、藥方共1228卷:89。他建立道藏分類的「三洞」體系，把早期道教各教派統入統一的傳統下。三洞中，「洞真」主要收錄上清經，「洞玄」收錄靈寶經，「洞神」主要收錄三皇文:72-73。陸修靜是第一個系統整理靈寶經的宗師，在437年編撰《靈寶經目》:2，對當時流傳的靈寶經重新予以定名和分類，摒棄了一些偽造的經典:185，並詳細闡述道經「十二部」:20。《靈寶經目》把靈寶經分為「元始系」和「仙公系」兩個系統，元始系是元始天尊說教的經典，而仙公系則是葛玄在天台山所授的靈寶經:136。陸修靜接受靈寶經的說法，把元始天尊奉為最高神靈，並將《靈寶赤書五篇真文》尊奉為最重要的經典:22。小林正美推斷，陸修靜可能編纂了十卷左右的靈寶經，王皓月則認為陸修靜編纂了《真文赤書》、《人鳥五符》等靈寶經:23-25；呂鵬志駁斥此說，指出陸修靜不可能參與靈寶經的篡改或創作:123、135。
陸修靜又借鑑天師道的授籙制度，制定和確立了靈寶籙「真文二籙」，選擇三種靈寶「天文」作為靈寶籙，以授籙為靈寶傳授的最高等級，取代和超越天師道的正一籙。（靈寶籙的特點是篆字體道符，不配神像，正一籙則有圖有文，圖形大多是普通道符和神像。）:141、143

### 齋儀
陸修靜以科儀方面的貢獻最為卓越，繼承和弘揚靈寶經提倡的靈寶科儀，以靈寶經為本撰述「齋法儀範」，所撰儀式的每一個環節，都從靈寶經經文找到根據:182-183。陸修靜十分重視齋儀與齋功，認為齋儀可以檢束身、口、心「三業」，防止人犯罪，他甚至相信，齋儀能祈神賜福，感動天地，招至群神，解除累世之罪，消災解難，修德去病，達濟一切願望。他把天師道、上清經、靈寶經的齋儀結合起來，編成「九齋十二法」:75。
陸修靜對道教科儀的貢獻具體來說有四方面。第一，他編撰靈寶「立成儀」，所謂立成儀，就是列載儀式程序和儀規的現成科儀書，可供道士行儀時直接照本宣科。陸修靜將靈寶經中仙真口述的儀式和儀規抽取出來，加以綜合整理，編成了可以直接用於儀式活動的立成儀典:183。第二，他給靈寶科儀定名和分類，四、五世紀之交，靈寶經受佛教齋儀影響，發明了六種齋儀，但均未定名，陸修靜首次給靈寶齋確定了後世通用的名稱：金籙齋、黃籙齋、明真齋、三元齋、八節齋、自然齋。靈寶經的儀式程序分為三個階段，陸修靜確立了三個階段的名稱：宿啟、行道、言功，促進了靈寶科儀結構的定型:185-187。第三，他提出有關靈寶齋儀的理論，結合中國古代本有的齋戒與受佛教齋儀影響的靈寶齋，提出齋的目的和方法，並借用佛教的三業說來解釋靈寶齋為何要禮拜、誦經和思神:188-189，闡明修齋的意義和作法。第四，他編撰程序詳備的靈寶傳授儀典，即《太上洞玄靈寶授度儀》，借用或倣效靈寶齋儀各階段的程序，確立靈寶傳授儀的全部過程:190-191。

### 天師道
陸修靜是天師道弟子，認為只有太上老君和「三師」（張陵、張衡、張魯）才是真正需要尊奉的正神，其他民間神靈都可廢棄，禁止尊奉:21。他撰有《陸先生道門科略》，闡述天師道的宗教傳統、制度和教義:1，整頓天師道的教義、組織制度和儀式:122，有意改革天師道。陸修靜強調「三會日」的重要性，想重建天師道已廢弛的三會日制度，要求所有道民在每年的1月7日、7月7日和10月5日參加宗教集會，在聚會中坦白罪過，陳述善行，從道官領受科戒，並報告家庭人口變化:73，以加強信徒與道士的聯繫。陸修靜也強調當時已沒有嚴格執行的「宅錄」制度，要求根據天師道既有的規定，道民入道，須把全家男女老少的人數登記於冊，通常是在每年的三會日上，申報家中的生死嫁娶以更新記錄。據此宅錄，道民向道官繳納「命信」，即敬神的信物，而道官則派守宅之官予以保護。陸修靜主張徹底清理更正宅錄，強化道教組織:74。

## 影響與地位
王承文認為陸修靜是六朝時期最重要的道教宗師:1，吉岡義豐把他在道教史上的地位，比擬作佛教史上的釋道安:19。陸修靜與唐代道士張萬福、杜光庭並稱為「科教三師」:122。宋朝宣和年間（1119-1125），陸修靜獲封為丹元真人:35。靈寶經外，陸修靜也承受和教導上清經傳，後來被茅山宗尊為第七代宗師:72。
陸修靜對靈寶科儀整理加工，使其成為更加成熟和基本定型的儀式，促使靈寶科儀自南朝以降成為道教儀式的主流。他又是最早使靈寶齋儀進入朝廷的道士:183、192。後世道士祖述陸修靜編的齋儀，次第增修，形成《無上黃籙大齋立成儀》等更詳盡的科儀書:185。陸修靜編的科儀書中開始使用的「發爐」和「復爐」兩個術語，正是由他首先擬定而為後世道教儀式一直沿用的:133。陸修靜以後，醮儀、章儀等其他儀式也借用或倣效靈寶齋儀的程序，道教科儀史上掀起了靈寶化運動:191。至今道士仍聲稱，他們修建的齋儀是陸修靜所傳下來的:76。陸修靜《太上洞玄靈寶授度儀》則在道教史上首次確立了靈寶傳授儀的全部過程，是第一部程序詳備的傳授儀典，為後世天師道的授籙儀式所模倣:191、198。書中對靈寶傳授儀的三分法（初盟、中盟、大盟）被隋唐及以後的道書沿襲，其傳授模式在後世道教一直被遵循，直至近代:136、150。

## 傳說

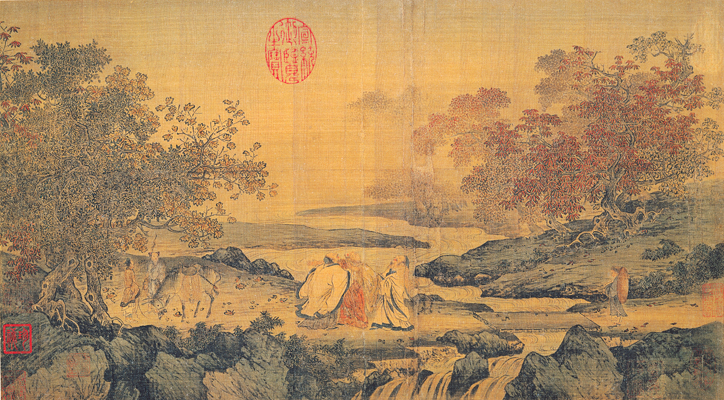
宋朝時所作的《虎溪三笑圖》

後世傳說慧遠居於廬山東林寺時，陸修靜曾和儒士陶淵明前往探訪他。慧遠原本有個規定，送客不越過東林寺前的虎溪，但三人談話十分投契，慧遠送客不知不覺過了虎溪，聽到老虎的叫聲，三人才醒覺過來，於是大笑而分手。「虎溪三笑」的故事自宋代以來，成為許多畫家作畫的題材。這個故事象徵儒、佛、道三家相處得和諧融洽:57。佛教方面，傳說陸修靜曾加入慧遠的白蓮社結社念佛，但此說只是杜撰:22、25。